# 오두미도
오두미도(五斗米道)는 오두미교(五斗米敎) · 천사도(天師道) · 정일도(正一道)라고도 하며, 후한 말기에 태평도보다 약간 뒤늦게 성립된 도교적 종교 교단이다.
창시자는 장릉(張陵)으로서 그는 유교에 정통하였으나 만년(晩年)에 이르러 유교는 장생(長生)에 쓸모가 없음을 깨닫고 장생법(長生法)을 배우려고 사천(四川) 지방에서 수행(修行)하였다. 이때 황제(黃帝)가 선인(仙人)이 되기 위하여 먹었다고 전하는 약(藥)을 만드는 방법을 익히고, 또 노자(老子) 이외의 많은 신(神)들로부터 <신출정일맹위(新出正一盟威)의 도(道)>라는 비술(秘術)을 받았다고 한다.
장릉은 이들 교법(敎法)으로써 병을 잘 고쳤기 때문에 수만의 신도를 얻어 종교 교단을 창시하게 되었다. 또 이 교단은 지방 교구를 분령(分領)한 제주(祭酒)라는 직제(職制), 즉 쌀·비단·기물·땔나무 등을 받아들이는 제도를 갖고 있었다. 오두미도의 이름은 바로 신도들에게 쌀 5두(斗)씩을 바치게 한 데서 유래된다.
장릉의 교법은 아들 장형(張衡)을 거쳐 손자 장로(張魯)에게 계승되었으며 장로에 의해서 대성되었다. 후한 멸망 직전의 약 20년간에는 정치와 종교가 일치하는 형태를 갖춘 독립 왕국이 건설되었으며, 장로 자신의 사군(師君)이라 칭하여 세력을 펴나갔다.
교법의 중심은 병을 고치는 데에 있었고 그 기초에는 병이란 죄를 범한 자에 대한 신(神)의 벌(罰)이라는 신앙이 있었다. 방법은 천지수(天地水)의 삼관(三官)에게 범한 죄를 고백시키고 다시는 죄를 범하지 않을 것을 맹서하는 일종의 증문(證文)을 1통씩 봉헌하여 신의 용서를 받는 이른바 <삼관수서(三官手書)>의 법이 있었다. 또 장로는 《도덕경(道德經)》에 주석(註釋)을 가한 생활 규범을 만들어서 신도들에게 이를 지키도록 설교하였다. 
교단 조직은 행정 조직과 일체가 되었다. 교구제(敎區制)를 취하여 지방교구·교회를 통괄하는 치두(治頭)를 두었으며 그 아래에 제주(祭酒)·간령(姦令)·귀리(鬼吏)·귀졸(鬼卒) 등의 계급을 만들었다. 또 무료로 식사를 제공하고 숙박케 하는 의사(義舍) 등의 공공 시설을 설치하였다. 이들은 각각 당시의 국가 통치 기구를 옮긴 것으로서, 공적(公的) 교통·통신 시설에 해당하는 것이었다.
장로는 215년에 위나라 조조의 침공을 받아 항복하였으며 이로써 교단은 정치적 성격을 잃게 되었다. 장로가 죽은 후 그의 아들 장성(張盛)은 강서성의 용호산을 본산(本山)으로 하여 교법을 전하였다. 이후 장릉의 후손들이 대를 이어 장천사 자리에 올라가 많은 변천을 거듭하면서 이어지고 있다.
1949년, 국공내전에서 중국 국민당이 공산당에 패해 대만으로 국부천대를 할 무렵, 63대 장천사 장은박은 국민당과 함께 대만으로 이주해 오두미도의 명맥을 잇게 된다. 이후 중국대륙의 오두미도는 문화대혁명으로 탄압을 받는다.
장릉의 64대 자손은 2008년까지 타이완에 생존해 있었고 현재 그가 사망한 후 장천사의 후계자 자리를 두고 분쟁이 일어나고 있다.

## 같이 보기
- 장도릉

## 참고 문헌
- 이 문서에는 다음커뮤니케이션(현 카카오)에서 GFDL 또는 CC-SA 라이선스로 배포한 글로벌 세계대백과사전의 내용을 기초로 작성된 글이 포함되어 있습니다.